# Alisport Yuma
L'Alisport Yuma est un avion biplace utilitaire léger STOL italien.

## Conception
C’est en 1994 qu’Alisport entreprit à la demande d’Alessandro De Petrile, pilote professionnel connu pour sa participation (aérienne) aux rallyes automobiles du type Paris-Dakar ou rallye des sables, le développement d’un utilitaire léger devant répondre aux normes aéronautiques les plus élevées et disposant de qualités STOL quel que soit le terrain sans sacrifier à la vitesse de croisière.
Le résultat fut un biplace côte-à-côte à aile haute et structure métallique. Le revêtement est en aluminium, sauf les surfaces mobiles qui sont entoilées. Des bords d'attaque à fente fixe en fibre de carbone et un bord de fuite entièrement mobile avec des volets largement dimensionnés assurent à ce monomoteur d’excellentes qualités STOL. Reposant sur un train tricycle fixe pouvant recevoir des roues basse-pression, des skis, ou être remplacé par deux flotteurs en catamaran, l'appareil dispose aussi de 2 réservoirs d’aile et d'un autre en avant de la cloison pare-feu (capacité totale 85 litres), qui lui donnent une autonomie remarquable : entre 4 et 5 heures selon la motorisation. 
Proposé avec des moteurs Rotax de 80 à 115 ch, classé ULM dans certains pays, le Yuma connaît un succès discret mais réel dans la catégorie des utilitaires légers. Il était vendu 47 000 € complet en 2004, 25 300 € en kit sans moteur.